# Lokomotiv Tasjkent
Lokomotiv Tasjkent (uzbekiska: Lokomotiv Toshkent professional futbol klubi) är en uzbekisk fotbollsklubb från Tasjkent, grundad den 2002.
Klubben spelar för närvarande i Olij Liga. Deras hemmamatcher spelas på Lokomotiv-stadion. Arenan har en kapacitet för 8 000 åskådare.

## Meriter
- Klubben var uzbekiska mästare: 2016, 2017, 2018[1]
- Uzbekisk Cupen: 2014, 2016, 2017[2]
- Uzbekisk supercup: 2015, 2019

## Placering tidigare säsonger
| Säsong | Nivå | Liga      | Placering | Referens |
| ------ | ---- | --------- | --------- | -------- |
| 2012.  | 1    | Olij Liga | 3         | [ 3 ]    |
| 2013   | 1    | Olij Liga | 2         | [ 4 ]    |
| 2014   | 1    | Olij Liga | 2         | [ 5 ]    |
| 2015   | 1    | Olij Liga | 2         | [ 6 ]    |
| 2016   | 1    | Olij Liga | 1         | [ 7 ]    |
| 2017   | 1    | Olij Liga | 1         | [ 8 ]    |
| 2018   | 1    | Olij Liga | 1         | [ 9 ]    |
| 2019   | 1    | Olij Liga | 2         | [ 10 ]   |
| 2020   | 1    | Olij Liga | 9         | [ 11 ]   |
| 2021   | 1    | Olij Liga | 7         | [ 12 ]   |
| 2022   | 1    | Olij Liga | 12        | [ 13 ]   |

## Kända spelare
- Artūras Fomenka
- Jovan Đokić